# شتاين (فرانكونيا الوسطى)
شتَآيْن (بالألمانية: Stein) هي مدينة و بلدة ألمانية تقع في ألمانيا في فورت.

## المدن التوأمة
مدينة فالكن‌اشتاين زاكسن هي مدينة توأمة لـاشتاين.

## أعلام
- كاسبار فابر
- جون إيبرهارد فابر
- لوثار فون فابر